# Rap hardcore
Genres dérivés
Gangsta rap, drill, horrorcore, trap
Genres associés
Rap politique
Le rap hardcore, ou hip-hop hardcore, est un style de rap aux paroles crues décrivant la dure vie de la rue. Le terme peut désigner plusieurs sensibilités musicales telles que le gangsta rap, le rap politique (ou conscient), le mafioso rap, l'horrorcore, le stoner rap (ou drugcore), le dirty rap (ou porncore), etc.

## Histoire
Le rap hardcore émerge à la fin des années 1980 aux États-Unis avec KRS-One qui, troublé par la mort de son ami Scott La Rock, décide de devenir le professeur (The Teacher), en déclamant des textes rageurs et violents sur les conditions de vie dans les rues du sud du Bronx. Apparaît aussi Public Enemy qui pousse encore plus loin dans cette direction avec des textes dénonciateurs et théâtraux teintés de conscience politique concoctés par Chuck D, le leader charismatique du groupe, sur des instrumentations savantes du « bomb squad », se rapprochant parfois de la musique industrielle. Run–DMC est crédité comme le premier groupe de hip-hop hardcore. Parallèlement, à Philadelphie, Schoolly D enregistre des raps où il narre sa vie quotidienne, entouré de proxénètes, de criminels et de voyous, créent ainsi un embryon au gangsta rap.
Sans la conscience politique de Public Enemy, le rap hardcore continuera son ascension sur la côte ouest en adoptant majoritairement le style gangsta qui se développera énormément au cours des années qui suivirent avec des artistes comme Ice-T, avec son Rhyme Pays considéré comme le premier album de gangsta rap, ou N.W.A Straight Outta Compton qui dénonce les brutalités policière dans son titre Fuck tha Police.

## Caractéristiques
Les origines du rap hardcore viennent du rap East Coast à la fin des années 1980 à Philadelphie. Les premiers artistes furent Schoolly D ainsi que des rappeurs originaires de New York tels que Public Enemy ou Boogie Down Production. Ce sont les premiers[réf. nécessaire] à parler de la pauvreté, de l’abus d’alcool, de la drogue, des violences de rue, des guerres de gangs et des crimes dans leurs textes en leur attribuant un message politique et revendicatif. Au début des années 1990 ce genre de rap gagna en célébrité avec l’arrivée de rappeurs tels que Ice Cube, Ice-T, Cypress Hill ou encore Eminem. Le rap hardcore devient ainsi synonyme du rap West Coast. Néanmoins des rappeurs originaires de New York tels que The Notorious B.I.G., Wu-Tang Clan, Mobb Deep, Onyx, Nas ou encore M.O.P. réinventent une nouvelle fois le rap hardcore. Ce rap se caractérise par des battements minimalistes[réf. nécessaire], des samples de jazz ou de soul.
Durant les années 1990 et au début des années 2000, le rap hardcore connu une variante plus commerciale avec des artistes tels DMX, Tupac, The Notorious B.I.G. ainsi que Big Pun. La plupart critiquent le système, la police ou la justice, ce qui peut expliquer la promotion difficile de leurs albums. En effet, les labels acceptant de les « signer »[pourquoi ?] (par ex. : Neochrome, Karismatik ou encore Because) sont pour la plupart indépendants et ont des moyens moins importants que les majors.
En France, les figures majeures du rap hardcore sont Lacrim, Rohff, Booba, Suprême NTM, LIM, Damso, Kery James, Seth Gueko, Kaaris, Médine, SCH ou encore Freeze Corleone.